# Slätsvansspetsekorrar
Slätsvansspetsekorrar (Dendrogale) är ett släkte i familjen spetsekorrar med två arter.
- Nordlig slätsvansspetsekorre (D. murina) förekommer i östra Thailand, Kambodja och södra Vietnam.
- Sydlig slätsvansspetsekorre (D. melanura) är endemisk på Borneo.

Med en kroppslängd (huvud och bål) av 10 till 15 centimeter, en svanslängd av 9 till 14,5 centimeter och en vikt mellan 35 och 55 gram är de jämförelsevis små i familjen. Pälsen är på ovansidan svart- eller brunaktig och på undersidan ljusare. Den norra arten har dessutom svart-vita mönster i ansiktet. Kännetecknande är arternas svans som är jämnt täckt med släta korta hår. Klorna är hos den sydliga arten långa och hos den nordliga arten korta.
Habitatet utgörs av skogar upp till 1500 meter över havet. Arterna är aktiva på dagen och vistas främst på trädens och buskarnas undre grenar. De äter huvudsakligen insekter men matades i fångenskap framgångsrik med frukter.
Honor av Dendrogale murina föder vanligen två ungar per kull. Dessa väger i början cirka 6 till 10 gram är nakna och hjälplösa. Troligen dias ungarna lika sällan som ungar av andra släkten i samma familj. På grund av den fettrika mjölken växer de fort. Honan sluter redan efter en månad att ge di och efter två månader är ungarna könsmogna. Den andra arten har troligen ett liknande fortplantningssätt.
Arten på Borneo listas av IUCN med kunskapsbrist, den andra arten betraktas som livskraftig.